# غوس هندرسون
غوس هندرسون (بالإنجليزية: Gus Henderson)‏ هو مدرب كرة سلة ومدرب كرة قدم أمريكي، ولد في 10 مارس 1889 في أوبرلين في الولايات المتحدة، وتوفي في 16 ديسمبر 1965.

## وصلات خارجية
- غوس هندرسون على موقع كلية كرة السلة في سبورتس رفرنس.كوم (الإنجليزية)